# Edward Semwanga
Edward Semwanga (né en Ouganda britannique) est un footballeur international ougandais, qui évoluait au poste de milieu de terrain.

## Biographie

### Carrière en sélection
Avec l'équipe d'Ouganda, il joue 12 matchs (pour un but inscrit) entre 1974 et 1978[réf. nécessaire]. 
Il figure dans le groupe des sélectionnés lors des Coupes d'Afrique des nations de 1974, de 1976 et de 1978. Il atteint la finale de cette compétition en 1978, en étant battu par le Ghana.

## Palmarès
Ouganda
- Coupe d'Afrique des nations :
  - Finaliste : 1978